# Que Dios nos perdone
Que Dios nos perdone es una película española de 2016. Se trata de un thriller policiaco que constituye el tercer largometraje de su director Rodrigo Sorogoyen, después de Stockholm y 8 citas.
Roberto Álamo, uno de los protagonistas de la película, recibió el premio Goya a la mejor interpretación masculina por su actuación y sus guionistas Rodrigo Sorogoyen e Isabel Peña fueron galardonados, en la 64 Edición del Festival de Cine de San Sebastián, con el premio del Jurado por el guion.

## Producción
Tras el éxito del último largometraje de Sorogoyen, Stockholm, en el Festival de Cine de Málaga de 2013, el productor Gerardo Herrero (Tornasol Films) se interesó por este guion y decidió acceder a la producción de la película, contando Sorogoyen, para este proyecto con un presupuesto más ambicioso que anteriormente, con la participación de los actores Antonio de la Torre y Roberto Álamo. El rodaje se llevó a cabo en la ciudad de Madrid en agosto de 2015, en Tenerife - los interiores: las casas y la comisaría; por las ventajas fiscales que hay en las Islas Canarias- y la escena final en Torrelavega (Cantabria). La película pasó por el Festival de Málaga en la sección Cinco minutos de cine y después compitió en el Festival de San Sebastián. Se estrenó en España el 28 de octubre de 2016.

## Argumento
En el verano de 2011, dos policías buscan a contrarreloj y de forma confidencial, a un asesino en serie por el centro de Madrid, con el telón de fondo de la crisis económica, el movimiento 15-M y la visita del papa Benedicto XVI. Aunque quizás no se haya comentado por parte de los directores y poca gente lo conozca, el argumento tiene ciertos tintes de realidad. El antagonista de la película, encarnado en un joven que comete crímenes contra ciertas personas de avanzada edad, cobra similitud con un caso que entre los años 1986 y 1987 llevó a cabo en el norte de España, más concretamente en Santander, José Antonio Rodríguez Vega, apodado "El Mataviejas"

## Premios y nominaciones

### Premios Goya
| Categoría                | Nominados                           | Resultado |
| ------------------------ | ----------------------------------- | --------- |
| Mejor película           | Mejor película                      | Nominada  |
| Mejor dirección          | Rodrigo Sorogoyen                   | Nominado  |
| Mejor actor protagonista | Roberto Álamo                       | Ganador   |
| Mejor actor de reparto   | Javier Pereira                      | Nominado  |
| Mejor guion original     | Isabel Peña y Rodrigo Sorogoyen     | Nominados |
| Mejor montaje            | Alberto del Campo y Fernando Franco | Nominados |

### Premios Platino[6]
| Año  | Categoría                  | Nominados                                    | Resultado |
| ---- | -------------------------- | -------------------------------------------- | --------- |
| 2017 | Mejor Dirección de Montaje | · Alberto del Campo y Fernando Franco García | Nominado  |

## Reparto
| Intérprete                  | Personaje                 |
| --------------------------- | ------------------------- |
| Antonio de la Torre         | Velarde                   |
| Roberto Álamo               | Alfaro                    |
| Javier Pereira              | Andrés                    |
| Luis Zahera                 | Alonso                    |
| Raúl Prieto                 | Bermejo                   |
| María de Nati               | Elena                     |
| María Ballesteros           | Rosario                   |
| José Luis García-Pérez      | Sancho                    |
| Mónica López                | Amparo                    |
| Rocío Muñoz-Cobo            | Juana                     |
| Teresa Lozano               | Amalia                    |
| Fran Nortes                 | Rafael March              |
| Andrés Gertrúdix            | Padre Raúl                |
| Jesús Caba                  | Rubio                     |
| Alfonso Bassave             | Céspedes                  |
| Raquel Pérez                | Forense                   |
| Anna Laserna                | Lorna                     |
| Aitor Calderón              | Nico                      |
| Javier Tolosa               | Cano                      |
| María Jesús Garrido         | Esperanza                 |
| Paco Revilla                | Padre Matji               |
| María Antonia Pérez         | Anciana 1                 |
| Carmen Esteban              | Anciana 2                 |
| Silvia Casanova             | Anciana 3                 |
| Alejandro Cano              | Policía 1                 |
| Chema Tena                  | Juanma                    |
| Ciro Miró                   | Gabriel                   |
| Josean Bengoetxea           | Mariño                    |
| Andrea Dueso                | Sobrina Barrio Salamanca  |
| Carmen Utrilla              | Vecina Cotilla            |
| Javier Lago                 | Portero Calle Carretas    |
| Estefanía de los Santos     | Travesti 1                |
| Diego París                 | Travesti 2                |
| Germán Torres               | Manuel                    |
| Isidoro Ruiz                | Amante Juana              |
| Raquel Meleiro              | Secretaria oficinas       |
| Juan Motilla                | Juez                      |
| Jon Rod                     | Sesmillo                  |
| Mon Ceballos                | Municipal 1               |
| Enrique Asenjo              | Municipal 2               |
| Asunción Díaz               | Taquillera Teatro         |
| Iñaki Ros                   | Policía Veterano Escuchas |
| Luis del Valle              | Conserje Casa Alfaro      |
| Matilde Fluixá              | Covadonga                 |
| Juan Divassón               | Policía 2                 |
| Pedro Martín                | Policía 3                 |
| Carlos Nieto-Balboa         | Jefe Operaciones GEO      |
| Andrea López                | Niña Autobús              |
| Juan Verdú                  | Médico Amalia             |
| Adolfo González de Castejón | Tipo Trajeado Comisaría   |
| Derik Dean                  | Alna                      |
| Luis Fernández de Eribe     |                           |
| Ashok Mall                  | Hombre en Madrid          |
| Ester Expósito              | Chica                     |
| Angelo Olivier              | Policía 4                 |
| Francisco Javier Pastor     | Loco muy alto en drag     |
| Jose Soto                   |                           |